# Рохас, Ариэль Маурисио
Ариэль Маурисио Рохас (исп. Ariel Mauricio Rojas; родился 16 января 1986 года, Гарин, Аргентина) — аргентинский футболист, полузащитник клуба «Бельграно». Выступал за сборную Аргентины.

## Клубная карьера
Рохас — воспитанник клуба «Велес Сарсфилд». 26 августа 2007 года в матче против «Химнасия Хухуй» он дебютировал в аргентинской Примере. В начале 2008 года Ариэль перешёл в «Годой-Крус» и в дебютном сезоне помог команде выйти в элиту. 9 августа в матче против «Банфилда» он дебютировал за клуб на высшем уровне. 14 сентября в поединке против «Уракана» Рохас забил свой первый гол за «Годой-Крус». 11 марта 2011 года в матче Кубка Либертадорес против «Индепендьенте» он забил гол. Летом 2012 года Ариэль перешёл в «Ривер Плейт». Сумма трансфера составила 660 тыс. евро. 6 августа в матче против «Бельграно» он дебютировал за новую команду. 22 сентября 2014 года в поединке против «Индепендьенте» Ариэль забил свой первый гол за «Ривер Плейт». В том же году он помог команде выиграть чемпионат, а также завоевать Южноамериканский кубок. В 2015 году Ариэль стал обладателем Рекопа Южной Америки и Кубка Либертадорес.
Летом того же года Рохас перешёл в мексиканский «Крус Асуль». 3 августа в матче против «Гвадалахары» он дебютировал в мексиканской Примере. В 2016 году в поединке против «Леона» Ариэль забил свой первый гол за «Крус Асуль».
В начале 2017 года Рохас вернулся в «Ривер Плейт» и в том же году помог клубу завоевать Кубок Аргентины. В 2018 году сыграл в одном матче Кубка Либертадорес против «Фламенго». В середине года перешёл в «Сан-Лоренсо», а «Ривер Плейт» завоевал Кубок Либертадорес, таким образом, Рохас постфактум стал во второй раз обладателем этого трофея.

## Международная карьера
В 2011 году в товарищеском матче против сборной Венесуэлы Рохас дебютировал за сборную Аргентины.

## Достижения
Командные
 «Ривер Плейт»
- Чемпионат Аргентины по футболу (1): Финаль 2014
- Обладатель Кубка Аргентины (1): 2016/17
- Обладатель Суперкубка Аргентины (1): 2018
- Обладатель Кубка Либертадорес (2): 2015, 2018 (постфактум)
- Обладатель Южноамериканского кубка (1): 2014
- Обладатель Рекопы Южной Америки (1): 2015